# Núi Bogd Khan

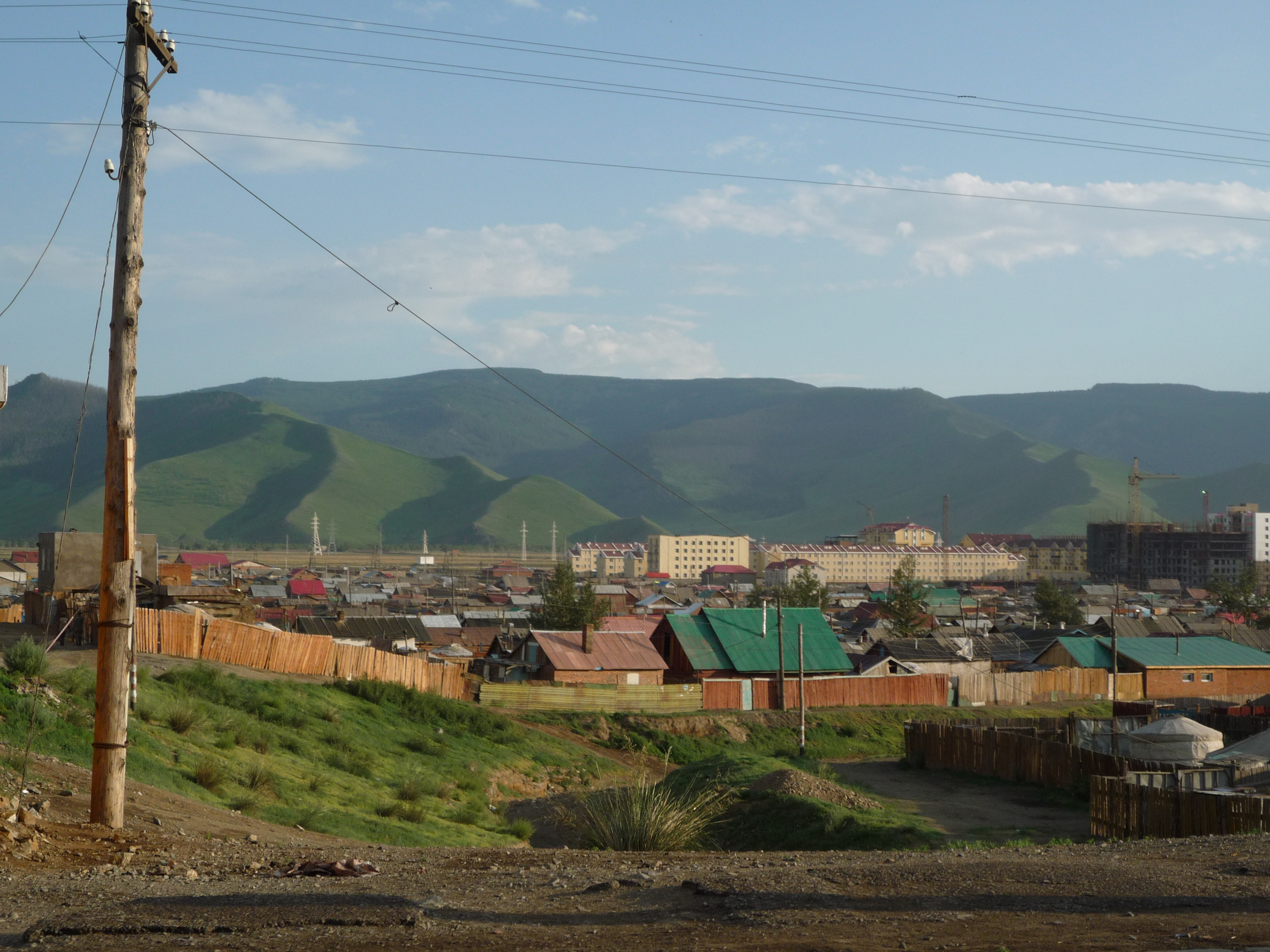
Tầm nhìn từ thành phố Ulaanbaatar

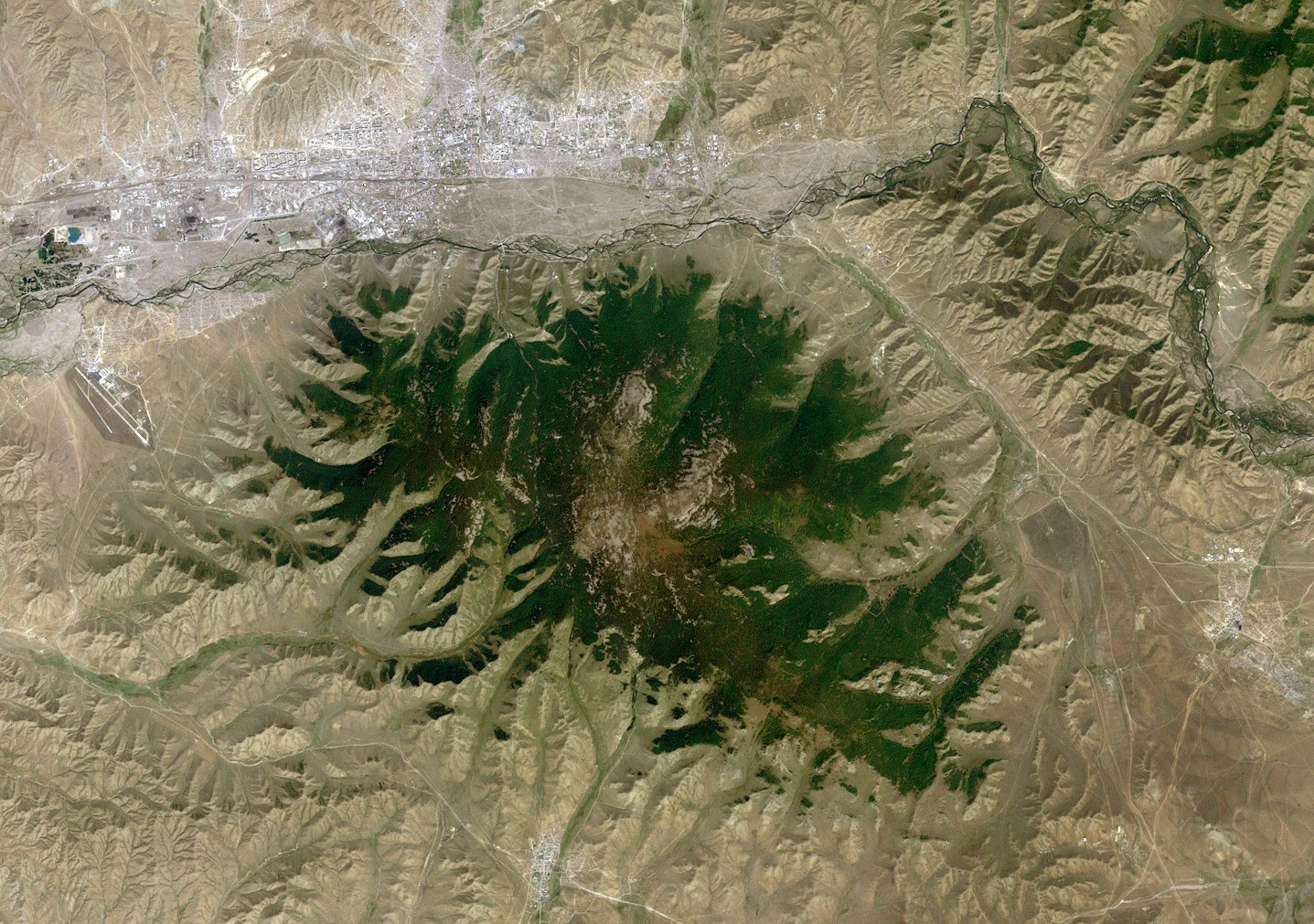
Ảnh vệ tinh của núi Bogd Khan

Núi Bogd Khan (Tiếng Mông Cổ: Богд хан уул, lit. tạm dịch "Núi của thánh Khan") là một ngọn núi ở Mông Cổ. Nằm ở phía nam của thành phố Ulaanbaatar, thủ đô nước này, và với độ cao 3000 feet (tức 914 mét), ta có thể nhìn bao quát toàn cảnh của cả thành phố khi ở trên núi. Nó được người thuộc Shaman giáo xem là thánh địa và đây là nơi mà Thành Cát Tư Hãn ra đời.

## Di sản thế giới
Cùng với những ngọn núi bất khả xâm phạm như núi Burkhan Khaldun và Otgontenger, ngọn núi này được đưa vào di sản thế giới của UNESCO về mặt văn hóa vào ngày 6 tháng 8 năm 1996 do nó đã thị được giá trị về vẻ đẹp tự nhiên của trụ hoặc giá trị về văn hóa hay là cả hai giá trị ấy.
Vào năm 1783, chính quyền địa phương của nhà Thanh (Trung Quốc) đã công bố ngọn núi Bogd Khan là nơi phải được bảo vệ vì vẻ đẹp của nó. Và quyết định này được xem là một quyết định cổ xưa nhất về mặt pháp lí về việc bảo vệ các khu vực tự nhiên trên thế giới.

## Vườn quốc gia
Việc săn bắn và khai thác gỗ ngay trên ngọn núi này bị cấm hoàn toàn vào thế kỉ 12 hoặc 13 vì lí do tín ngưỡng. Điều này đã khiến nó trở thành một "khu bảo tồn" có tuổi đời lâu nhất trên thế giới.
Diện tích của ngọn núi Bogd Khan là khoảng 67.300 ha, phía bắc có rừng lá kim, phía nam chủ yếu là đá và cỏ. Hiện tại chỉ mới có bốn loài động vật được ghi nhận là xuất hiện ở khu vực núi Bogd Khan, đó là:
Moschus moschiferus
Capreolus capreolus
Martes zibellina
Lepus timidus

## Sự công nhận
Vào năm 1778, thống đốc của Khuree, Sanzaidorj đã gửi một lá thư cho vua Càn Long để xin phê chuẩn và công nhận các nghi lễ thường niên của núi Bogd Khan. Sau khi được vua Càn Long phê chuẩn, thì vào mỗi năm, hai đợt tặng phẩm gồm hương cùng một số đồ vật khác đều được gửi đến Mông Cổ vào mùa xuân và mùa thu để thực hiện nghi lễ này.